# Maza de ceremonia

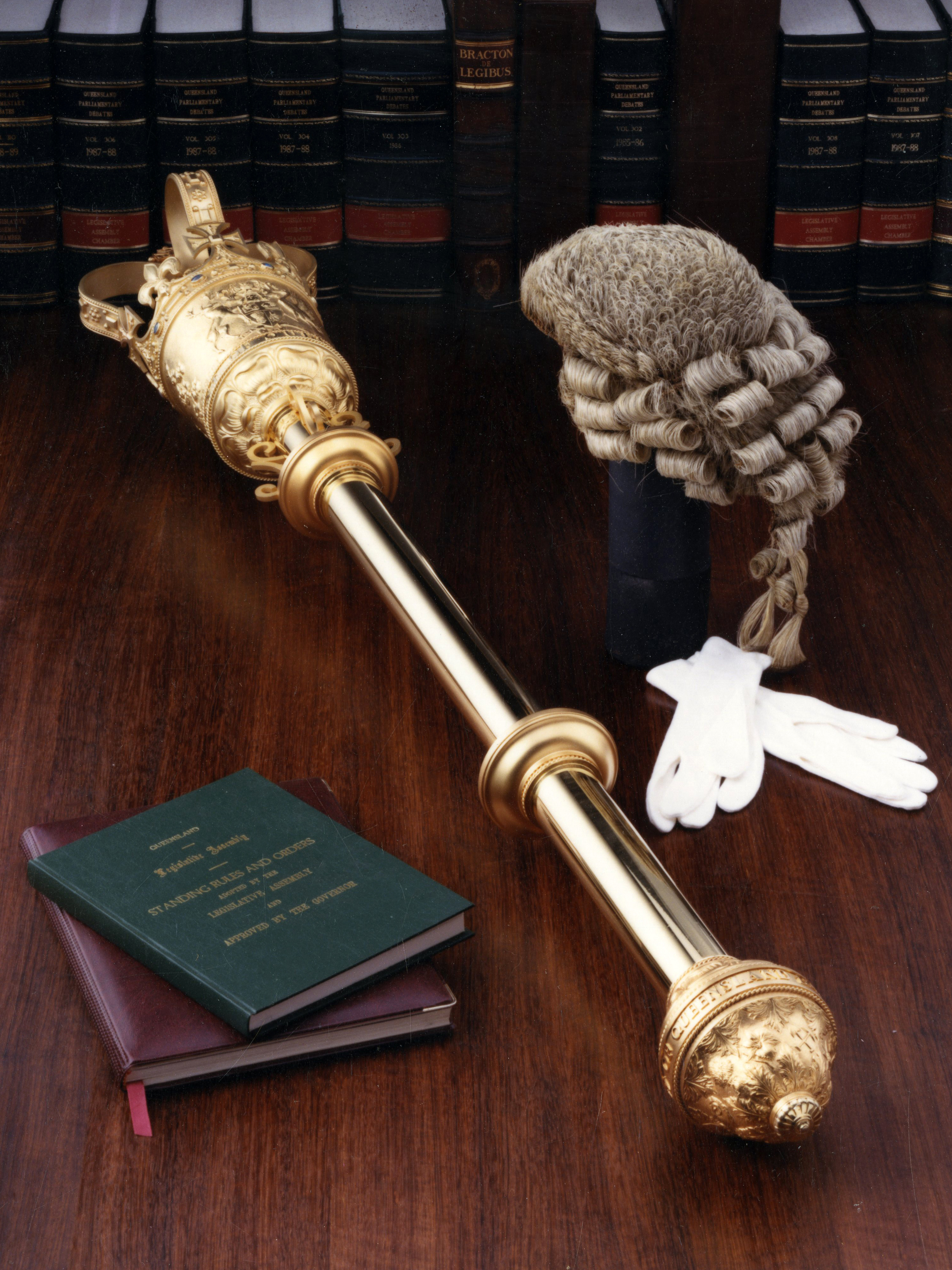
La maza ceremonial del Parlamento de Queensland

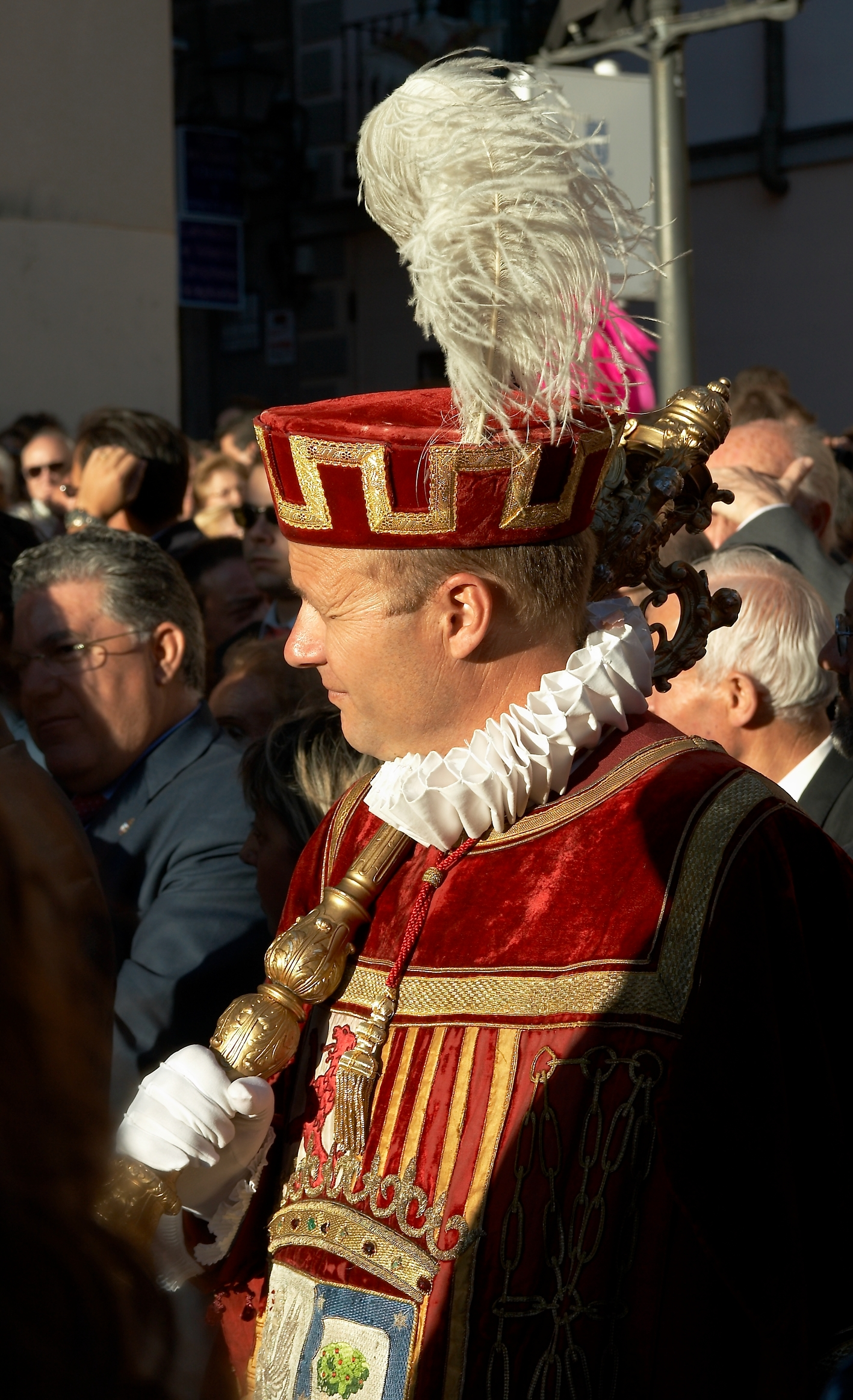
Macero portando una maza

La maza de ceremonia es un instrumento ceremonial a modo de cetro de plata o de bronce plateado que termina en un esferoide con más o menos adornos de crestas y relieves. 

## Descripción
Las mazas datan de principios de la Edad Moderna y se llevan por alguaciles (maceros) delante de cabildos y corporaciones municipales o legislativas. Traen su origen de las mazas de combate que se usaron en las Edades Antigua y Media y evocan el recuerdo de las fasces romanas, que eran haces de varillas rodeando un hacha y ligadas con una correa, que llevaban los lictores o ejecutores de justicia delante de los pretores, cónsules y otras autoridades de la Antigua Roma.